# Verein für Leibesübungen Bochum 1848
Il Verein für Leibesübungen Bochum 1848, meglio noto come VfL Bochum o solo Bochum, è una società calcistica tedesca con sede a Bochum. Milita in Bundesliga, la massima divisione del campionato tedesco di calcio.
Nella sua storia ha partecipato a 35 edizioni di Bundesliga, ottenendo come miglior risultato due quinti posti, che hanno permesso al club di disputare in entrambe le occasioni la Coppa UEFA. Ha giocato in due occasioni la finale della Coppa di Germania, uscendone sempre sconfitto.

## Storia
Il club viene fondato il 26 luglio 1848 dopo la pubblicazione di un articolo su un giornale locale, il Märkischer Sprecher, in cui viene promossa la creazione di una società di ginnastica; è pertanto uno dei più antichi della Germania. Il Bochumer Turnverein nasce ufficialmente il 18 febbraio 1849, per poi essere sciolto nel 1852; viene però rifondato nel 1860 con lo stesso nome. Infine, dopo essere stato rinominato TV Bochum 1848 nel 1904, il 30 novembre 1911 gli viene aggiunta la sezione calcistica. È del 1919 la nascita del TuS 48 Bochum in seguito alla fusione col SuS Bochum, che nel 1924 ritorna all'originario TV Bochum 1848. Il Vfl Bochum nasce infine il 15 aprile 1938, quando al sodalizio si aggregano anche il TuS 1908 e lo SV Germania 1906 Bochum.
Intanto, in seguito alla riorganizzazione del calcio tedesco avvenuta nel 1933 nella Germania nazista, gioca in Gauliga Westfalen dal 1938 al termine della seconda guerra mondiale; ottiene in questo periodo un secondo posto nella prima stagione, e piazzamenti generalmente nella parte alta della graduatoria nelle restanti. Dal 1943 al 1945 si unisce temporaneamente al Prussia Bochum per formare il Kriegsspielgemeinschaft Bochum.
Nel dopoguerra la città di Bochum entra a far parte della Germania Ovest, e il club viene promosso nel 1953 in Oberliga West, una delle cinque massime divisioni di questo periodo. Qui non ottiene grandi risultati, e anzi retrocede nel 1961, due anni prima della nascita della Bundesliga e della conseguente riforma del calcio tedesco. La squadra si ritrova così a giocare in una delle terze divisioni, l'Amateurliga Westfalen, ma nel 1965 approda nella Regionalliga West. Notevole in questo periodo è l'approdo alla finale della DFB-Pokal 1967-1968, anche se a vincere la coppa è il Colonia.
Il Bochum vince la seconda divisione nel 1970, dopo anni di piazzamenti al vertice, tuttavia la promozione sfugge ai play-off. Si verifica invece l'anno successivo, così il club arriva per la prima volta in Bundesliga nella stagione 1971-1972. Questa viene conclusa con un nono posto in campionato, ma a mettersi in luce è soprattutto Hans Walitza, che diventa vice-capocannoniere con ventidue gol. La squadra rimane a lungo nella massima divisione, pur classificandosi generalmente nella metà inferiore della graduatoria; nel 1977 gioca tre partite in Nazionale Franz-Josef Tenhagen, mentre il campionato 1978-1979 viene concluso con quello che sarà a lungo il miglior piazzamento, un ottavo posto. In seguito il Bochum raggiunge nuovamente la finale nella DFB-Pokal 1987-1988, dove viene sconfitto dall'Eintracht Frankfurt.
Intanto però il club comincia a classificarsi a ridosso della zona retrocessione; questa viene evitata una prima volta al termine della stagione 1989-1990 con la vittoria della sfida col Saarbrücken, ma non nel 1993, dopo ben ventidue stagioni consecutive trascorse in Bundesliga. Nei tre anni successivi il Bochum cambia sempre categoria, ottenendo però un buon quinto posto al termine della Bundesliga 1996-1997, che vale la qualificazione alla Coppa UEFA 1997-1998. Qui la squadra tedesca, in cui milita anche Dariusz Wosz, viene eliminata però negli ottavi dall'Ajax.
Il Bochum retrocede per la terza volta nel campionato tedesco di seconda divisione al termine della stagione 1998-1999 e, dopo aver altalenato tra prima e seconda serie, ottiene un altro quinto posto in massima divisione nel 2003-2004. In Coppa UEFA la squadra viene poi eliminata al primo turno dallo Standard Liegi, mentre la stagione 2004-2005 di Bundesliga termina con la retrocessione. Nel 2005-2006 il Bochum vince per la terza volta la Zweite Bundesliga, tornando così nel massimo livello calcistico tedesco. Il club rimane per quattro stagioni in massima divisione, prima della retrocessione del 2009-2010. Una nuova promozione viene sfiorata l'anno seguente, ma la squadra viene sconfitta dal Borussia Mönchengladbach nello spareggio promozione-retrocessione, dopo il terzo posto ottenuto nella stagione regolare. Nella stagione 2020-2021 vince il campionato di seconda serie e torna in Bundesliga dopo undici anni. Dopo due salvezze, nel 2023-2024 si piazza terzultima, vedendosi costretta a spareggiare contro il Fortuna Düsseldorf, che viene battuto ai tiri di rigore nel doppio confronto.

## Colori e simboli

### Colori
I colori della maglia del Bochum sono il blu, che è il colore principale, il bianco. Infine, i pantaloncini e i calzettoni sono blu.

### Simboli ufficiali

#### Stemma
Il simbolo del Bochum è composto da uno scudo con una sezione blu sulla sinistra che contiene le lettere, in bianco, "VfL" e l'altra, in bianco con la scritta "Bochum 1848" in blu.

## Strutture

### Stadio

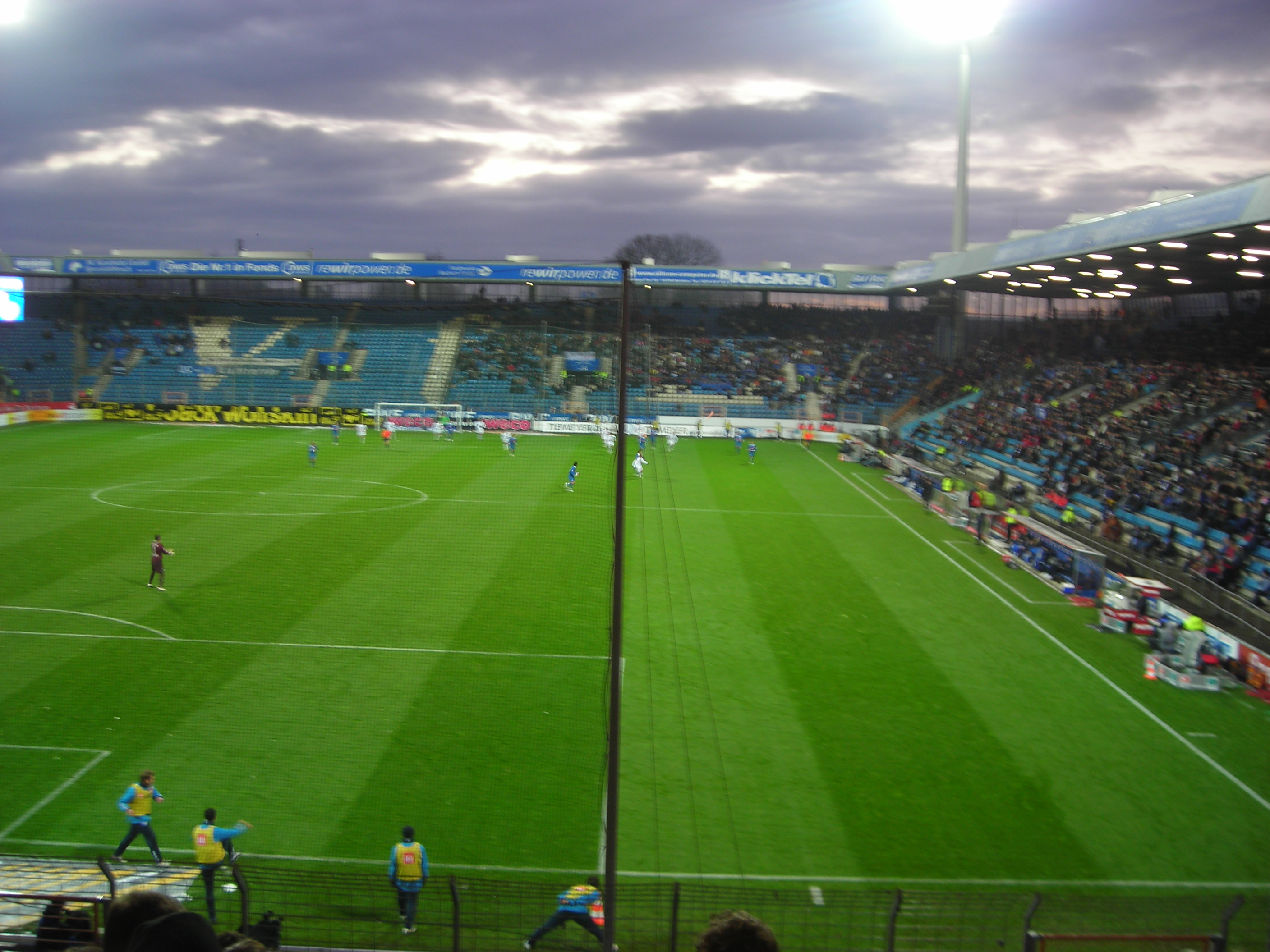
Veduta parziale del Vonovia Ruhrstadion.

Dal 1911 il club disputa le proprie gare interne nel Vonovia Ruhrstadion, che sorge a Bochum e che può ospitare 27.599 spettatori. Più volte rimodernato ha cambiato diverse volte il nome; tra questi si ricordano rewirpowerSTADION, Ruhrstadion e prima ancora Stadion an der Castroper Straße. Nella sua storia ha ospitato inoltre alcune gare, inclusa la finale, del Campionato europeo di calcio Under-21 2004, che è stata vinta dall'Italia.

## Allenatori e presidenti
Tutti gli allenatori a partire dal 1963, anno di nascita della Bundesliga:
- 1963-1967  Hubert Schieth
- 1967-1972  Hermann Eppenhoff
- 1972-1979  Heinz Höher
- 1979-1981  Helmuth Johannsen
- 1981-1986  Rolf Schafstall
- 1986-1988  Hermann Gerland
- 1988-1989  Franz-Josef Tenhagen
- 1989-1990  Reinhard Saftig
- 1990-1991  Reinhard Saftig (01 lug.-22 apr.)
 Rolf Schafstall (22 apr.-30 giu.)
- 1991-1992  Holger Osieck (01 lug.-02 nov.)
 Jürgen Gelsdorf (06 nov.-30 giu.)
- 1992-1994  Jürgen Gelsdorf
- 1994-1995  Jürgen Gelsdorf (01 lug.-06 nov.)
 Klaus Toppmöller (09 nov.-30 giu.)
- 1995-1999  Klaus Toppmöller
- 1999-2000  Ernst Middendorp (01 lug.-24 ott.)
 Bernard Dietz (25 ott.-31 dic.)
 Ralf Zumdick (01 gen.-30 giu.)
- 2000-2001  Ralf Zumdick (01 lug.-13 feb.)
 Rolf Schafstall (13 feb.-30 giu.)
- 2001-2002  Bernard Dietz (01 lug.-03 dic.)
 Peter Neururer (04 dic.-30 giu.)
- 2002-2005  Peter Neururer
- 2005-2009  Marcel Koller
- 2009-2010  Marcel Koller (01 lug.-20 set.)
 Frank Heinemann (21 set.-27 ott.)
 Heiko Herrlich (28 ott.-29 apr.)
 Dariusz Wosz (29 apr.-30 giu.)
- 2010-2011  Friedhelm Funkel
- 2011-2012  Friedhelm Funkel (01 lug.-14 set.)
 Andreas Bergmann (15 set.-30 giu.)
- 2012-2013  Andreas Bergmann (01 lug.-27 ott.)
 Karsten Neitzel (29 ott.-07 apr.)
 Peter Neururer (01 gen.-30 giu.)
- 2013-2014  Peter Neururer
- 2014-2015  Peter Neururer (01 lug.-08 dic.)
 Frank Heinemann (09 dic.-31 dic.)
 Gertjan Verbeek (01 gen.-30 giu.)
- 2015-2017  Gertjan Verbeek
- 2017-2018  Gertjan Verbeek (01 lug.-11 lug.)
 Ismail Atalan (11 lug.-08 ott.)
 Jens Rasiejewski (09 ott.-06 feb.)
 Heiko Butscher (07 feb.-10 feb.)
 Robin Dutt (11 feb.-30 giu.)
- 2018-2019  Robin Dutt
- 2019-2020  Robin Dutt (01 lug.-25 ago.)
 Heiko Butscher (26 ago.-05 set.)
 Thomas Reis (06 set.-31 lug)
- 2020-2022  Thomas Reis

## Palmarès

### Competizioni nazionali
- 2. Fußball-Bundesliga: 4  (record condiviso con Friburgo, Arminia Bielefeld, Norimberga e Colonia)

1993-1994, 1995-1996, 2005-2006, 2020-2021
- Fußball-Regionalliga: 2

1969-1970 (Regionalliga Ovest), 1970-1971 (Regionalliga Ovest)

### Competizioni internazionali
- Coppa Intertoto: 1

1978

### Competizioni giovanili
- Under-19 Bundesliga: 1

1968-1969
- DFB-Pokal der Junioren: 1

1988-1989
- Under-17 Bundesliga: 1

1984-1985

### Altri piazzamenti
- Coppa di Germania:

Finalista: 1967-1968, 1987-1988
Semifinalista: 1981-1982
- 2. Fußball-Bundesliga:

Secondo posto: 1999-2000
Terzo posto: 2001-2002, 2010-2011
- Gauliga Westfalen:

Secondo posto: 1938-1939

## Statistiche e record

### Partecipazione ai campionati e ai tornei internazionali

#### Campionati nazionali
Il Bochum ha trascorso 22 stagioni consecutive in Bundesliga; qui ha ottenuto come massimo traguardo, in due occasioni, il quinto posto: nel 1996-1997 e nel 2003-2004.
Dalla stagione 1963-1964 alla 2025-2026 compresa il club ha ottenuto le seguenti partecipazioni ai campionati nazionali:
| Livello | Categoria             | Partecipazioni | Debutto   | Ultima stagione | Totale |
| ------- | --------------------- | -------------- | --------- | --------------- | ------ |
| 1º      | Bundesliga            | 36             | 1971-1972 | 2024-2025       | 36     |
| 2º      | 2. Bundesliga         | 17             | 1993-1994 | 2025-2026       | 23     |
| 2º      | Regionalliga West     | 6              | 1965-1966 | 1970-1971       | 23     |
| 3º      | Amateurliga Westfalen | 2              | 1963-1964 | 1964-1965       | 2      |

#### Tornei internazionali
Nei tornei internazionali il club ha raggiunto come massimo traguardo il raggiungimento degli ottavi nella Coppa UEFA 1997-1998, dove è stato battuto dall'Ajax.
Alla stagione 2023-2024 il club ha ottenuto le seguenti partecipazioni ai tornei internazionali:
| Categoria                     | Partecipazioni | Debutto   | Ultima stagione |
| ----------------------------- | -------------- | --------- | --------------- |
| Coppa UEFA/UEFA Europa League | 2              | 1997-1998 | 2004-2005       |

## Tifoseria

### Gemellaggi e rivalità
La tifoseria del Bochum è gemellata con la tifoseria del Bayern Monaco e intrattiene rapporti di amicizia con gli ultras del Bologna.
Molto sentite le rivalità con Schalke 04, Borussia Dortmund, Fortuna Düsseldorf e Monaco 1860.

## Organico

### Rosa 2024-2025
| N. |                        | Ruolo | Calciatore                 |
| -- | ---------------------- | ----- | -------------------------- |
| 1  | Germania (bandiera)    | P     | Manuel Riemann             |
| 2  | Costa Rica (bandiera)  | D     | Cristian Gamboa            |
| 4  | Serbia (bandiera)      | D     | Erhan Mašović              |
| 5  | Brasile (bandiera)     | D     | Bernardo                   |
| 6  | Francia (bandiera)     | C     | Ibrahima Sissoko           |
| 7  | Austria (bandiera)     | C     | Kevin Stöger               |
| 8  | Francia (bandiera)     | C     | Anthony Losilla (capitano) |
| 10 | Paesi Bassi (bandiera) | C     | Dani de Wit                |
| 11 | Grecia (bandiera)      | A     | Giōrgos Masouras           |
| 12 | Germania (bandiera)    | P     | Timo Horn                  |
| 13 | Croazia (bandiera)     | D     | Jakov Medić                |
| 14 | Germania (bandiera)    | D     | Tim Oermann                |
| 15 | Germania (bandiera)    | D     | Felix Passlack             |

| N. |                       | Ruolo | Calciatore              |
| -- | --------------------- | ----- | ----------------------- |
| 18 | Germania (bandiera)   | A     | Samuel Bamba            |
| 19 | Slovacchia (bandiera) | C     | Matúš Bero              |
| 20 | Ucraina (bandiera)    | D     | Ivan Ordec'             |
| 21 | Germania (bandiera)   | P     | Michael Esser           |
| 22 | Ghana (bandiera)      | C     | Christopher Antwi-Adjei |
| 24 | Germania (bandiera)   | C     | Mats Pannewig           |
| 25 | Germania (bandiera)   | D     | Mohammed Tolba          |
| 27 | Germania (bandiera)   | C     | Moritz Kwarteng         |
| 29 | Germania (bandiera)   | A     | Moritz Broschinski      |
| 31 | Germania (bandiera)   | D     | Keven Schlotterbeck     |
| 32 | Germania (bandiera)   | D     | Maximilian Wittek       |
| 33 | Germania (bandiera)   | A     | Philipp Hofmann         |
| 41 | Svizzera (bandiera)   | D     | Noah Loosli             |